# Межуєв Микола Дмитрович
Микола Дмитрович Межуєв (6 грудня 1899, місто Нікополь Катеринославської губернії, тепер Дніпропетровської області — 24 жовтня 1937, місто Київ) — радянський діяч, народний комісар комунального господарства Української СРР, голова виконавчого комітету Лубенської та Новоград-Волинської окружних рад, голова міських рад Вінниці та Полтави. Член ВУЦВК. Жертва сталінських репресій. Реабілітований посмертно (1957).

## Життєпис
Народився в родині матроса пароплава Дмитра Григоровича Межуєва та швачки Мотрони Межуєвої. Навчався в церковнопарафіяльній школі міста Нікополя.
Трудову діяльність розпочав помічником кочегара на пароплаві, де працював батько. Потім навчався в слюсарській майстерні міста Нікополя, працював слюсарем 9-го розряду в майстернях міста Катеринослава.
Наприкінці 1917 року вступив до Червоної гвардії, потім служив у Червоній армії. Учасник громадянської війни в Росії. Був дезертиром в РСЧА в 1919 —1920 рр. 
Член РКП(б) з 1920 року.
Від літа 1920 до 1922 року працював слюсарем спочатку в Катеринославі, а потім у Києві в дніпровських майстернях. У 1922—1923 роках — на профспілковій роботі: представник лінійного комітету профспілки працівників водного транспорту (Лінктрану), член бюро каси взаємодопомоги Дніпровського районного комітету водників.
У 1923—1925 роках — голова виконавчого комітету Бородянської районної ради Київської губернії.
На 1926—1927 роки — у Всеукраїнській спілці радянських працівників торгівлі.
На 1927—1929 роки — на відповідальній роботі в Народному комісаріаті освіти Української СРР.
20 червня — вересень 1930 року — голова виконавчого комітету Лубенської окружної ради.
З грудня 1930 до 1932 року — голова Вінницької міської ради.
У 1932—1933 роках — член колегії Народного комісаріату комунального господарства Української СРР.
У 1933—1934 роках — голова Полтавської міської ради. Один з організаторів масового голоду на Полтавщині.
У 1934 — лютому 1935 року — завідувач Київського обласного відділу народної освіти.
З лютого до серпня 1935 року — заступник голови Київської міської ради. На цій посаді курував усе культурне життя столиці.
23 липня 1935 — 20 липня 1936 року — народний комісар комунального господарства Української СРР. Звільнений за п'яну бійку на Десні.
У вересні 1936 — серпні 1937 року — голова виконавчого комітету Новоград-Волинської окружної ради Київської області.
Арештований 1 серпня 1937 року в Новоград-Волинському та етапований до спецкорпусу Київської в'язниці. Зі слів дослідника життєпису М. Межуєва А. Бойди, Микола Межуєв намагався вийти на волю за рахунок неправдивих свідчень проти свого колишнього начальника — Василя Порайка . 
Військовою колегією Верховного Суду СРСР за ст. 54-6 КК УРСР (шпигунство), ст. 54-7 КК УРСР (економічна контрреволюція), ст. 54-8 КК УРСР (терористичний акт), ст. 54-11 КК УРСР (підготування до контрреволюційних злочинів) 23 жовтня 1937 року засуджений до страти та конфіскації усього майна, розстріляний 24 жовтня 1937 року в Києві. 
У 1956 році, під час перегляду справи Василя Порайка, проводилось слідство стосовно реабілітації Миколи Межуєва як фігуранта справи колишніх боротьбистів на чолі з П. Любченком та В. Порайком. Посмертно реабілітований у 1957 році.